# 艾力克·蒙格蘭
艾力克·蒙格蘭（Erik Mongrain，1980年4月12日—）生於加拿大魁北克的蒙特婁，是一位加拿大作曲家與吉他手，以其獨特的音樂特質以及特殊雙手點弦奏法的木吉他彈奏方式知名。

## 傳記
蒙格蘭在14歲時就自學，學會了彈吉他。他是一個喜歡體育活動的男孩，

## 外部連結
- Erikmongrain.com （页面存档备份，存于）